# Jeff Jackson (Eishockeyspieler)
Jeff Jackson (* 24. April 1965 in Chatham, Ontario) ist ein ehemaliger kanadischer Eishockeyspieler und -funktionär, der im Verlauf seiner aktiven Karriere zwischen 1982 und 1992 unter anderem 269 Spiele für die Toronto Maple Leafs, New York Rangers, Nordiques de Québec und Chicago Blackhawks in der National Hockey League (NHL) auf der Position des linken Flügelstürmers bestritten hat. Seinen größten Karriereerfolg feierte Jackson jedoch im Trikot der kanadischen U20-Nationalmannschaft mit dem Gewinn der Goldmedaille bei der Junioren-Weltmeisterschaft 1985. Nach dem Ende seiner aktiven Laufbahn arbeitete er zwischen 2006 und 2010 kurzzeitig als Funktionär in der Organisation der Toronto Maple Leafs, unter anderem als General Manager des Farmteams Toronto Marlies aus der American Hockey League (AHL).

## Karriere
Jackson wechselte während seiner Juniorenzeit zur Saison 1982/83 in die Ontario Hockey League (OHL), nachdem er zuvor in der Ontario Provincial Junior A Hockey League (OPJHL) bei den Newmarket Flyers aktiv gewesen war. In der OHL lief der Flügelspieler für die Brantford Alexanders auf, die ihn in der OHL Priority Selection des Jahres 1982 an der fünften Gesamtposition ausgewählt hatten. Der Angreifer verbrachte zunächst zwei Spielzeiten bei den Alexanders und wurde während dieser Zeit im NHL Entry Draft 1983 in der zweiten Runde an 28. Position von den Toronto Maple Leafs aus der National Hockey League (NHL) ausgewählt. Zur Saison 1984/85 holten die Maple Leafs den 19-Jährigen, der bis dato 115 Scorerpunkte in 132 OHL-Einsätzen gesammelt hatte, in die NHL. Sie setzten ihn dort zunächst bis Ende November 1984 insgesamt 16-mal ein, schickten ihn jedoch nach der erfolgreichen Teilnahme an der Junioren-Weltmeisterschaft 1985 zurück in die OHL. Dort ging Jackson fortan für die Hamilton Steelhawks, das Nachfolgeteam der Brantford Alexanders, aufs Eis. Gemeinsam mit Jason Lafrenière führte er die Steelhawks als Außenseiter in die Vorschlussrunde der Playoffs, wo mit dem Ausscheiden Hamiltons Jacksons Juniorenkarriere endgültig endete.
Zur Spielzeit 1985/86 kehrte das junge Talent in die Organisation der Toronto Maple Leafs zurück, kam im Saisonverlauf aber – mit der Ausnahme von fünf Spielen für Toronto – ausschließlich für deren Farmteam, die St. Catharines Saints, in der American Hockey League (AHL) zu Einsätzen. Nachdem er dort aber in 87 Spielen 52-mal gepunktet hatte, gelang es Jackson zur Saison 1986/87 einen dauerhaften Kaderplatz bei den Maple Leafs zu erhalten. Im März 1987 wurde der Stürmer jedoch gemeinsam mit einem Drittrunden-Wahlrecht im NHL Entry Draft 1989 im Tausch für Mark Osborne an die New York Rangers abgegeben. Für die „Broadway Blueshirts“ absolvierte der Kanadier im restlichen Saisonverlauf neun Partien in der regulären Saison sowie sechs in den Stanley-Cup-Playoffs 1987. Es blieben jedoch die einzigen 15 Spiele für die Rangers, da er bereits Ende September 1987 erneut transferiert wurde. Gemeinsam mit Terry Carkner wurde Jackson von New York zu den Nordiques de Québec geschickt, während im Gegenzug John Ogrodnick und David Shaw in den „Big Apple“ wechselten.
Beim franko-kanadischen Franchise aus Québec City wurde der Offensivspieler für die folgenden vier Spieljahre heimisch. In der Saison 1987/88 absolvierte Jackson mit 27 Scorerpunkten sein bestes Jahr in der Liga. Die folgenden Spielzeiten waren jedoch von zahlreichen Verletzungen geprägt, sodass er dadurch in der Saison 1990/91 seinen Stammplatz verlor und nur zehnmal für die Nordiques auflief. Weitere 25 Partien absolvierte er für die Halifax Citadels in der AHL. Nachdem sein auslaufender Vertrag im über die Spielzeit hinaus nicht verlängert worden war, schloss sich Jackson vor der Saison 1991/92 den New Haven Nighthawks aus derselben Liga an. Beim Kooperationspartner der Los Angeles Kings schaffte er es jedoch nicht, sich bei den Kings für ein erneutes NHL-Engagement zu empfehlen. Dennoch erhielt der Free Agent im Februar 1992 ein Angebot der Chicago Blackhawks aus der NHL. Er verbrachte nach dem Wechsel den Rest der Spielzeit bei deren Farmteam, den Indianapolis Ice, in der International Hockey League (IHL) und kam lediglich einmal für Chicago selbst zum Einsatz. Im Sommer 1992 beendete der 27-Jährige seine aktive Laufbahn vorzeitig.
Nach seinem Karriereende widmete sich Jackson seiner weiteren Ausbildung und schloss unter anderem ein Studium an der University of Western Ontario ab. Im Sommer 2006 kehrte er jedoch in die Organisation der Toronto Maple Leafs zurück und arbeitete dort zunächst ein Jahr lang als Director of Hockey Administration, wurde dann aber zum Assistenten des damaligen General Managers John Ferguson und Director of Hockey Operations befördert. Zur Saison 2007/09 wurde er zusätzlich zum General Manager des AHL-Farmteams Toronto Marlies ernannt. Im März 2010 trat Jackson überraschend von all seinen Posten zurück.

### International
Für sein Heimatland nahm Jackson mit der kanadischen U20-Nationalmannschaft an der Junioren-Weltmeisterschaft 1985 in Finnland teil. Dort bildete er gemeinsam mit Brian Bradley und Adam Creighton eine Sturmreihe, die im Turnierverlauf 34 Scorerpunkte in den sieben Turnierspielen sammelte, und die Mannschaft zum Gewinn der Goldmedaille führte. Jackson selbst erreichte acht Punkte, darunter befand sich ein Tor. Hinter seinen beiden Sturmpartnern war er teamintern drittbester Scorer.

## Erfolge und Auszeichnungen
- 1985 Goldmedaille bei der Junioren-Weltmeisterschaft

## Karrierestatistik

### International
Vertrat Kanada bei:
- Junioren-Weltmeisterschaft 1985

(Legende zur Spielerstatistik: Sp oder GP = absolvierte Spiele; T oder G = erzielte Tore; V oder A = erzielte Assists; Pkt oder Pts = erzielte Scorerpunkte; SM oder PIM = erhaltene Strafminuten; +/− = Plus/Minus-Bilanz; PP = erzielte Überzahltore; SH = erzielte Unterzahltore; GW = erzielte Siegtore; 1 Play-downs/Relegation; Kursiv: Statistik nicht vollständig)